# Roberto Micheletti
Roberto Micheletti Baín (El Progreso, Yoro; 13 de agosto de 1943) es un político y empresario hondureño. Fue presidente del Congreso Nacional de Honduras y presidente de facto de Honduras, luego del golpe de Estado del 28 de junio de 2009 en Honduras hasta la toma de posesión de Porfirio Lobo el 27 de enero de 2010. Ni la ONU ni la OEA ni ningún país lo reconocieron como presidente.

## Biografía
Roberto Micheletti nació en El Progreso, el 13 de agosto de 1943 según algunas fuentes, o de 1948 según otras, de ascendencia italiana; hijo del matrimonio compuesto por Humberto Micheletti Brown y Donatila Baín Moya. Siendo el penúltimo de un total de nueve hermanos.

## Vida política
Roberto Micheletti comenzó su andadura política al ingresar como miembro del Partido Liberal de Honduras en su localidad de El Progreso; en los años cincuenta también fue miembro de la Guardia Personal "colorados" del doctor Ramón Villeda Morales. En Yoro, llegó a ser Presidente del Consejo Local Liberal en los años ochenta y seguidamente nombrado Secretario del Consejo Central Ejecutivo del Partido Liberal.

### Presidente del Congreso Nacional
Fue nombrado presidente del Congreso Nacional de Honduras el 23 de enero de 2006, tras las elecciones de noviembre de 2005. Junto a él, se encontraba Edmundo Orellana como posible electo para el cargo.

### Primarias presidenciales en 2008
En 2008 intentó conseguir la nominación del partido para presentarse como candidato a la presidencia de la república en las elecciones generales de Honduras de 2009, pero fue derrotado por el vicepresidente Elvin Ernesto Santos.

## Presidencia de la República
Tras participar en la destitución y expulsión del presidente electo Manuel Zelaya, Roberto Micheletti fue nombrado presidente por el Congreso, el cual presidía. Su nombramiento estuvo respaldado por el mismo parlamento, la Corte Suprema y grupos de poder hondureños. La comunidad internacional, por su parte, considera a Manuel Zelaya como el "presidente constitucional y debidamente electo de Honduras", y a Micheletti un mandatario de facto ascendido por medio de un golpe de Estado. Ningún gobierno reconoció a Roberto Micheletti como Presidente de Honduras. La Asamblea General de las Naciones Unidas condenó en una resolución la Legal Sucesión Política y declaró que no reconocería a ningún gobierno surgido tras la ruptura del orden constitucional. Por su parte, la Organización de Estados Americanos condenó mediante su resolución número 953 la legal Sucesión Política ocurrido el día 28 de junio de 2009 y suspendió posteriormente a Honduras como miembro de la organización mientras no se restaurase el gobierno democrático de Zelaya.
El gobierno de Micheletti declaró tener acercamientos diplomáticos recíprocos con unos pocos países como Israel, Panamá y Taiwán, aunque se vio obligado a reconocer que no poseía pronunciación oficial que permitiese certificar tales acercamientos.
En su primera alocución al asumir la presidencia, Micheletti negó haber alcanzado dicho cargo bajo la ignominia de un golpe de Estado, calificando de proceso de transición absolutamente legal el proceso por el cual alcanzó la presidencia, afirmando que el ejército había cumplido con la función que le ordenó la Corte Suprema de Justicia a través de los juzgados, la fiscalía y el mayor sentimiento del pueblo hondureño, esto ayudó a devolver la democracia y la estabilidad al país. Anunció que mantendría la convocatoria a elecciones para el 29 de noviembre de 2009 tal como lo establece la ley. Micheletti aseguró que abandonaría el cargo tras las elecciones, el 27 de enero de 2010. Sin embargo, el 21 de enero de ese mismo año delegó la administración del gobierno al Consejo de Ministros sin presentar la renuncia, pues afirmó que terminaría el período como presidente de facto.

### Gobierno de Roberto Micheletti Bain
El 30 de junio de 2009, y en medio del aislamiento internacional y de disturbios en las calles, Roberto Micheletti juró a sus primeros ministros. Enrique Ortez fue nombrado Canciller en sustitución de Patricia Rodas, expulsada a México por miembros de las Fuerzas Armadas. El cargo de Vicecanciller fue ocupado por Martha Lorena Alvarado; como Ministra de Finanzas juró Gabriela Núñez, que había ocupado la presidencia del Banco Central de Honduras al inicio de la presidencia de Manuel Zelaya; el periodista René Zepeda fue nombrado ministro de Información y Prensa y Adolfo Lionel Sevilla como ministro de Defensa.
El canciller designado, Enrique Ortez Colindres, afirmó que uno de sus primeros retos sería convencer a la comunidad internacional de que la intervención militar del 28 de junio no fue un golpe de Estado: "quiero que la comunidad internacional me de la oportunidad de sentarme en el banquillo de los acusados para poder explicar que la separación de Manuel Zelaya se hizo con base a la Constitución de la República". Ortez también calificó, el lunes 29 de junio de 2009, al presidente de los Estados Unidos, Barack Obama, como un "negrito que no sabe nada de nada", además de decir que no hablaría de El Salvador porque "no vale la pena hablar de un país tan chiquito". Pocos días después de estas declaraciones, abandona el cargo de Canciller y es nombrado por Micheletti como nuevo Ministro de Justicia.
Según los cables de la embajada estadounidense en Honduras difundidos por WikiLeaks, Roberto Micheletti aprovechó la crisis para amañar contratos corruptos hasta el último minuto : “La aprobación de un gran contrato hidroeléctrico con tan escaso beneficio para el Estado, justo una semana antes de que el régimen deje la oficina es el principal ejemplo. (...) Fuentes fiables de la Embajada han implicado directamente a Micheletti y a algunos de sus socios más cercanos en este contrato. Miembros del Congreso y otros que en tiempos normales habrían efectuado un escrutinio del caso estaban distraídos con la crisis política y las elecciones", escribió el embajador de Estados Unidos en Honduras Hugo Llorens.

## Vida privada
El 26 de octubre de 2009 fue encontrado muerto el sobrino del presidente interino, Enzo Micheletti junto a Samir Gavarrete, ambos presentaban señales de haber sido ejecutados y abandonados los cadáveres en un sector boscoso cercano al municipio de Choloma, departamento de Cortés.
El 5 de noviembre de 2013, a eso de las 20:00 horas, una hija de Micheletti de nombre Laura se conducía en su vehículo junto a su chófer y un guardaespaldas, cuando fueron interceptados por un auto tipo van (camioneta), del cual descendieron varios individuos armados con el fin de llevarse secuestrada a la hija del expresidente. El intento quedó malogrado debido a la intervención del guardaespaldas de la joven y una llamada inmediata a la policía, quienes se hicieron presentes al lugar de los hechos a recabar información.